# Брохвичи
Брохвичи (укр. Брохвичі) — село на Украине, находится в Студенянской сельской общине Винницкой области.
Код КОАТУУ — 0523280602. Население по переписи 2001 года составляет 163 человека. Почтовый индекс — 24700. Телефонный код — 4349.
Занимает площадь 1,095 км².